# Charles Laite
Charles Laite, né le 15 juin 1883 à Warwick (Angleterre), et mort le 17 février 1937 à Cleveland (États-Unis), est un acteur britannique, actif aux États-Unis pendant la période du muet. Également acteur de théâtre, Charles Laite fut actif à Broadway (New York) entre 1909 et 1935.

## Filmographie partielle
- 1915 : An Affair of Three Nations (en) d'Arnold Daly & Ashley Miller
- 1915 : The Menace of the Mute (en) d'Arnold Daly & Ashley Miller
- 1915 : The House of Fear de John Ince & Ashley Miller
- 1924 : Peter Stuyvesant de Frank Tuttle